# Глинкинське сільське поселення
Гли́нкинське сільське поселення (рос. Глинкинское сельское поселение) — сільське поселення у складі Хілоцького району Забайкальського краю Росії.
Адміністративний центр та єдиний населений пункт — село Глинка.

## Населення
Населення сільського поселення становить 240 осіб (2019; 284 у 2010, 419 у 2002).